# Justin Vernon
Justin DeYarmond Edison Vernon (Eau Claire, 30 aprile 1981) è un cantautore, polistrumentista e produttore discografico statunitense.
Noto principalmente per il suo ruolo di fondatore e frontman della band indie folk Bon Iver, con cui ha vinto due Grammy Award nel 2011, Vernon è anche cofondatore dei Volcano Choir. Assieme a Aaron Dessner, è membro del duo Big Red Machine.

## Biografia

### Infanzia
Nato a Eau Claire, piccola città del Wisconsin, Vernon frequenta la scuola elementare nell'area non incorporata di Brackett.
All'età di dodici anni, Vernon inizia a suonare la chitarra, scrivendo anche le sue prime canzoni.

### Mount Vernon (1998-2000)
Durante il periodo di frequenza della scuola superiore, la Memorial High School di Eau Claire, Vernon, insieme ad altri nove compagni di scuola, forma i Mount Vernon, gruppo con influenze jazz. Nel 1998 il gruppo pubblica il suo primo album, We Can Look Up.
Dopo il diploma, conseguito nel 1999, Vernon pubblica, insieme ai Mount Vernon, l'album All of Us Free (2000).

### DeYarmond Edison e album da solista (2001-2006)
Dopo essersi iscritto all'Università del Wisconsin-Eau Claire, nel 2001 Vernon passa un semestre in Irlanda: qui pubblica l'album Feels Like Home sotto lo pseudonimo di JD Vernon, ma non ottiene il successo sperato.
Nel 2002, insieme ai fratelli Brad e Phil Cook e a Joe Westerlund, conosciuti nel 1997 in un campo jazz, e a Chris Porterfield, Vernon fonda i DeYarmond Edison, il cui nome deriva dal secondo nome di Vernon stesso. Il primo album del gruppo, denominato anch'esso DeYarmond Edison, viene pubblicato nel 2004. Nello stesso anno, Vernon consegue la laurea in scienza delle religioni.
Nel 2005, i DeYarmond Edison pubblicano l'album Silent Signs, che ottiene un discreto successo nell'area di Eau Claire. A seguito di ciò, dunque, nel 2006 i membri del gruppo decidono di trasferirsi a Raleigh, nel North Carolina, al fine di sfruttare il panorama musicale più ampio della città, che aveva già permesso ad altre band di emergere.
Nonostante la registrazione di un EP, l'esperienza a Raleigh non si rivela positiva per il gruppo: il frontman, infatti, insoddisfatto nei confronti della propria musica, inizia ad avere numerose divergenze musicali con gli altri membri della band, che decidono infine di cacciarlo.

### For Emma, Forever Agoe il successo (2006-2008)
Dopo l'allontanamento dai DeYarmond Edison, per Vernon inizia un periodo fortemente negativo: il musicista finisce infatti per ammalarsi di mononucleosi, soffrire di un'infezione al fegato e, contemporaneamente, perdere tutti i suoi soldi rimanenti giocando a video poker.
Distrutto fisicamente e mentalmente, dunque, Vernon lascia anche la sua ragazza dell'epoca, Christy Smith, e decide di impacchettare la propria roba per tornare a Eau Claire, guidando per diciotto ore di fila, Dopo aver raggiunto casa dei suoi genitori ed essersi sentito indifferente di fronte ad un futuro privo di qualsiasi prospettiva, il musicista, allora venticinquenne, decide dunque di recarsi a nord, per raggiungere lo sperduto rifugio di montagna costruito da suo padre anni prima: qui, incapace di reagire alla depressione e al senso di vuotezza, Vernon passa tre intere settimane bevendo birra, guardando la serie Un Medico fra gli Orsi e osservando la neve cadere, rimuginando sul suo primo amore, Sara Emma Jensen.
Infine, stanco della propria pigrizia e autocommiserazione, Vernon decide di usare il proprio equipaggiamento musicale, ancora impacchettato in auto, per iniziare a formare idee per nuove canzoni: dopo due mesi di intenso lavoro, dunque, completa le nove canzoni che andranno a formare l'album For Emma, Forever Ago, ponendo fine ad un'esperienza mitizzata dall'immaginario collettivo ma più volte demitizzata da Vernon stesso.
Completate le modifiche all'album, Vernon decide di distribuirlo autonomamente tramite MySpace nel luglio 2007, sotto lo pseudonimo di Bon Iver, che diverrà poi il nome del progetto.
A seguito della decisione di firmare per l'etichetta discografica indipendente Jagjaguwar, l'album viene ridistribuito nel 2008 da Jagjaguwar stessa negli USA e da 4AD in Europa: esso si rivela un grande successo commerciale, arrivando al 64º posto nella Billboard 200 e portando Vernon alla fama internazionale.

### Blood Bank,Unmap e collaborazioni varie(2009-2011)
Nel 2009, con i Bon Iver, Vernon pubblica l'EP Blood Bank: questo conferma il successo internazionale del suo predecessore, arrivando al 16º posto nella Billboard 200. Nello stesso anno, i Volcano Choir, nati dalla collaborazione tra Vernon e i Collections of Colonies of Bees, pubblicano il loro primo album, Unmap.
Vernon partecipa inoltre all'album Dark Was the Night, realizzato nel 2009 dalla Red Hot Organization per sensibilizzare nei confronti dell'AIDS: per la precisione, scrive la canzone Brackett, WI con i Bon Iver e collabora con i Aaron Dessner per la canzone Big Red Machine.
Nel 2010, Vernon viene invitato da Kanye West a collaborare nella produzione dell'album My Beautiful Dark Twisted Fantasy.

### Bon Iver, Bon Iver(2011-2012)
Nel 2011, i Bon Iver pubblicano il loro secondo album, Bon Iver, Bon Iver: il disco, frutto di tre anni di lavoro e registrato all'April Base, studio di registrazione di proprietà di Vernon, risulta il maggiore successo del gruppo: raggiunge il secondo posto nella Billboard 200 e permette al gruppo di vincere due Grammy Award nel 2011: miglior nuovo artista e miglior album alternativo (Best New Artist e Best New Alternative Album).
Nel settembre 2012, Vernon esprime la volontà di mettere in pausa il progetto Bon Iver, adducendo come motivazione l'eccessiva attenzione focalizzata su di esso, potenzialmente distrattiva per la produzione di nuova musica.

### Repavee nuove collaborazioni (2013-2014)
Nel 2013, viene pubblicato Repave, secondo album dei Volcano Choir, la cui registrazione era iniziata nel 2010. Nello stesso anno, Vernon contribuisce alla realizzazione dell'album di Kanye West Yeezus.
Nel 2014, insieme ai Bon Iver, Vernon pubblica la traccia Heavenly Father, scritta come colonna sonora del film di Zach Braff Wish I Was Here.

### Eaux Claires e22, A Million(2015-presente)
Il 17 dicembre 2014 viene annunciata prima edizione dell'Eaux Claires Music Festival, festival musicale organizzato ad Eau Claire e curato da Vernon e da Aaron Dessner. Nel febbraio del 2015, i Bon Iver figurano tra gli artisti partecipanti ad Eaux Clairesː il 17 luglio 2015, a circa tre anni dall'ultima performance, Vernon si esibisce nuovamente con i Bon Iver ad Eaux Claires.
Il 12 agosto 2016, per la seconda edizione del festival di Eaux Claires, i Bon Iver suonano dal vivo in anteprima il loro nuovo albumː 22, A Million.
Prima della pubblicazione dell'album, uscito il 30 settembre 2016, Vernon dichiara di aver vissuto un periodo caratterizzato da costante ansia e attacchi di panico, che lo hanno quasi portato ad abbandonare l'idea di un nuovo disco.
L'8 settembre 2016, viene annunciata la terza edizione del festival di Eaux Claires, ancora una volta curata da Vernon e Dessner.

## Idee politiche e religiose
Nel 2016, durante le elezioni primarie del Partito Democratico, Vernon ha tenuto il discorso di apertura per Bernie Sanders.
Durante la performance ad Eaux Claires, nel 2015, Vernon ha dichiarato di non credere in un dio. Durante una discussione su Twitter, tuttavia, lo stesso Vernon ha dichiarato di non professarsi ateo.

## Discografia

### Da solista
- 2001 – Home Is
- 2005 – Self Record
- 2006 – Hazeltons

### Con i Bon Iver
- 2007 – For Emma, Forever Ago
- 2009 – Blood Bank EP
- 2011 – Bon Iver, Bon Iver
- 2016 – 22, A Million
- 2019 – i,i

### Con i DeYarmond Edison
- 2002 – DeYarmond Edison
- 2005 – Silent Signs
- 2006 – Unreleased EP

### Con i Mount Vernon
- 1998 – We Can Look Up
- 2000 – All of Us Free

### Con i Volcano Choir
- 2009 – Unmap
- 2013 – Repave

### Con i Big Red Machine
- 2018 – Big Red Machine